# چشمه آسیچ
چشمۀ آسیچ یکی از مزدحم‌ترین ساحات تفریحی در ولایت بدخشان افغانستان است که در سرغیلان مربوط به ولسوالی شهدا است که سالانه ده‌ها هزار نفر از گوشه و کنار مختلف بدخشان به آنجا سفر نموده و اوقات تعطیلی تابستانی خویش را سپری می‌کنند. اهمیت سیاحتی این منطقه در آن نیست که آن محل را تفریحی ساخته باشند، بلکه زیبایی طبیعی آن‌که هیچ‌گونه مداخل در تغییر طبیعت آنجا صورت نگرفته‌است، شما‌را قادر می‌سازد تا زیبایی واقعی طبیعت را با دریاچه‌های زلال، کوه‌های قدکشیده از گل و چمن، درختان سرکشیده بر قله‌های صخره‌ای، کوه‌های سبز، مرغزارهای مملو از گل‌های طبیعی و خودرو، چشمه‌های فوران‌کنندۀ گوگرد (سلفر) و آب شیرین، هوای عاری از تعفن ماشینیزم، سنگ‌های سفید خوابیده بر کنارۀ دریاچه‌ها و آشنایی آدم با طبیعت واقعی از جلوه‌های پرکشش چشمۀ آسیچ به شمار می‌رود.
این محل را از‌آن‌جهت «چشمۀ آسیچ» می‌نامند که یک چشمۀ فوران‌کنندۀ آب سلفردار در میان دو دریاچۀ سفید که با سرعت خیلی بالا روی صخره‌های در حرکت است و موج‌های کوبیده بر صخره‌های مسیر دریاچه، فوران‌ها سفید دریاچه را به نمایش می‌گذارد. این دو دریاچه که یکی از سمت راست جریان داشته که از قسمت‌های فوقانی دره‌های آغرده (یکی از سلسله کوه‌های هندوکش شرقی که با کشور تاجیکستان و بخشی از چین پیوست است) سرازیر شده و با دریاچۀ سمت چپ که از درۀ غاران (کوه که از بخش جنوبی دریای آمو شروع شده‌است) در حرکت بوده و این دو دریاچه مشترکاً دریای سرغیلان را تشکیل داده و در «شش پل» ولسوالی بهارک با دریای جرم و دریای وردوج باهم یکجاشده و دریای کوکچه را می‌سازند.
چشمۀ آسیچ با روستای آسیچ که در نزدیکی آن قرار دارد، فاصلۀ کم داشته و مردم محل معمولاً سیاحان و بازدیدکنندگان را با گیلاس شیرین، خامۀ گوسفندی و دیگر محصولات کشاورزی محلی خوش آمدید می‌گویند.
به‌خاطر داشته باشید که صید ماهی با تور درین محل خیلی مشکل بوده و امکان‌پذیر نیست، بلکه فقط می‌توانید با قلاب صید کنید. چون سرعت بیش از حد دریاچه که از میان صخره‌های کلان پیکر عبور می‌کند، وحشتناک بوده و مجال انداخت تور را به دریا نمی‌دهد، اما استخرهای کوچک طبیعی در کناره‌های آن وجود دارد که توسط قلاب می‌توان از آن ماهی صید نمود. از جانب دیگر، به یاد داشته باشید که صید ماهی بدون مجوز ادارۀ محافظت از جنگلات و محیط‌زیست، جرم پنداشته می‌شود. ادارۀ حفاظت از محیط زیست آن، در مرکز ولسوالی قرار داشته و دریافت مجوز رایگان بوده و به سهولت امکان‌پذیر است.

## منبع
چشمه آسیچ یا گوگرد آب  در ولسوالی شهدا ولایت بدخشان در صفحه فیس بوک چشمه آسیچ